# Black Future
Black Future es el álbum debut de la banda estadounidense de thrash metal progresivo Vektor, el cual salió a la venta el 17 de noviembre de 2009 lanzado por Heavy Artillery Records.

## Lista de canciones
Todas las canciones escritas y compuestas por David DiSanto. 
| N.º   | Título                  | Duración |  |
| 1.    | «Black Future»          | 5:03     |  |
| 2.    | «Oblivion»              | 4:54     |  |
| 3.    | «Destroying the Cosmos» | 6:47     |  |
| 4.    | «Forests of Legend»     | 10:16    |  |
| 5.    | «Hunger for Violence»   | 5:30     |  |
| 6.    | «Deoxyribonucleic Acid» | 4:45     |  |
| 7.    | «Asteroid»              | 6:49     |  |
| 8.    | «Dark Nebula»           | 10:28    |  |
| 9.    | «Accelerating Universe» | 13:31    |  |
| 68:03 |                         |          |  |

## Personal
- David DiSanto – Guitarra, voz
- Erik Nelson – Guitarra
- Frank Chin – Bajo
- Blake Anderson – Batería

- Datos: Q4920815